# Ganzbergtunnel
Der Ganzbergtunnel ist ein 387 m langer Eisenbahntunnel der Schnellfahrstrecke Hannover–Würzburg.
Das Bauwerk liegt nordwestlich von Michelsrombach, einem Ortsteil der hessischen Stadt Hünfeld. Es unterquert Teile des Ganzbergs (375 m) und trägt daher seinen Namen.
Es liegt zwischen den Streckenkilometern 220,176 und 220,563.

## Geschichte

### Planung
Der Tunnel entstand als Eingriffsminderung an Stelle eines Einschnitts. Damit sollten Eingriffe in die Waldbestände vermindert werden. Gleichzeitig sollte das Bauwerk als ökologische Landbrücke dienen.
1984 war das Bauwerk mit einer Länge von 360 m zu Kosten von 12,0 Millionen DM geplant. Die Bauarbeiten sollten bis April 1985 laufen.

### Bau
Die Vorbereitungen für den Tunnelbau begannen im Oktober 1983.
Der Tunnel wurde am 2. Mai 1984 angeschlagen. Während der Bauphase bezeichnete man das Bauwerk nach seiner Tunnelpatin als Wilhelmine-Tunnel.
Die Bauarbeiten liefen 1985. Im Jahr 1987 begann die Bepflanzung des Tunnels.
Das Bauwerk lag in der Planungs- und Bauphase im Planungsabschnitt 16 des Mittelabschnitts der Neubaustrecke.